# هال روچ جونیور
هال روچ جونیور (انگلیسی: Hal Roach Jr.؛ ‏ ۱۵ ژوئن ۱۹۱۸ – ۲۹ مارس ۱۹۷۲) تهیه‌کننده فیلم، تهیه‌کننده تلویزیونی و کارگردان فیلم اهل ایالات متحده آمریکا بود.
وی فرزند تهیه‌کنندهٔ نامدار و بزرگ سینمای کمدی دوران صامت هال روچ بود.